# Cmentarz żydowski w Bochni
Cmentarz żydowski w Bochni – został założony w 1872. Ma powierzchnię 1 ha. Zachowało się prawie siedemset nagrobków, z których większość stanowią tradycyjne macewy, lecz część nagrobków ma formę sarkofagów. Znajdują się na nich inskrypcje w języku polskim, hebrajskim i niemieckim. Na niektórych macewach zachowały się ślady malatury. Wśród pochowanych jest cadyk Aszer Majer Halberstam. W czasie II wojny światowej cmentarz służył jako miejsce masowych egzekucji. Obecnie znajduje się na nim pomnik upamiętniający ofiary terroru niemieckiego. 
Cmentarz znajduje się około kilometra od rynku w kierunku wschodnim. Zajmuje zbocze wzgórza Krzęczków. Jest otoczony ogrodzeniem z metalowej siatki, posiada metalową furtkę. 
Na cmentarzu znajduje się kwatera żołnierzy poległych w czasie I wojny światowej, austriacki cmentarz wojenny nr 313 Bochnia. W kwaterze tej znajduje się 20 grobów.